# 577 (szám)
Az 577 (római számmal: DLXXVII) egy természetes szám, prímszám.

## A szám a matematikában
A tízes számrendszerbeli 577-es a kettes számrendszerben 1001000001, a nyolcas számrendszerben 1101, a tizenhatos számrendszerben 241 alakban írható fel.
Az 577 páratlan szám, prímszám. Pillai-prím. Normálalakban az 5,77 · 102 szorzattal írható fel.
Az 577 n2 + 1 alakú prímszám (lásd: Landau-problémák).
Proth-prím, azaz k · 2ⁿ + 1 alakú prímszám.
Az 577 négyzete 332 929, köbe 192 100 033, négyzetgyöke 24,02082, köbgyöke 8,32515, reciproka 0,0017331. Az 577 egység sugarú kör kerülete 3625,39792 egység, területe 1 045 927,301 területegység; az 577 egység sugarú gömb térfogata 804 666 736,6 térfogategység.
Az 577 helyen az Euler-függvény helyettesítési értéke 576, a Möbius-függvényé −1.